# Mystery (album de Faye Wong)
Pour les articles homonymes, voir Mystery.
Albums de Faye Wong
100 000 Whys
(1993) Random Thinking
(1994)
Mystery, sorti en avril 1994, est le titre traduit du septième album de Faye Wong. Ce septième album est sorti chez le label Cinepoly.
Bien que Faye ait inclus quelques chansons en mandarin dans ses albums de 1993 No Regrets et 100 000 Whys, Mystery est son premier album enregistré entièrement en mandarin plutôt que le dialecte que la majorité de Hong Kong utilise et qui est le cantonais. Le premier titre "I'm Willing" (ou "I Do") a été un unique succès instantané, et l'album eut une renommée dans toute la région de l'Asie orientale. La piste "Cold War" est une reprise de "Silent All These Years" de Tori Amos. Faye avait déjà marqué un coup avec sa version cantonaise de cette chanson, qui avait été inclus dans son album 100 000 Whys.
Malgré l'inclusion de versions en mandarin et de chansons en cantonais, Mystery a été un énorme succès, en se vendant à plus de 800.000 à seulement Taïwan.

## Titres
1. I'm Willing (我願意（管弦樂版）)
2. No Regrets(remix) (執迷不悔)
3. A Changing World That`s Turning (變幻的世界在轉)
4. Feeble (軟弱)
5. I`m Willing (Unplugged) (我願意（弦樂版）)
6. Intoxication (沈醉)
7. Cold War (冷戰)
8. Heart Too Wild (心太野)
9. I Am Only Willing To Keep A Promise To You (只願為你守著約)
10. Only Willing For Myself / Only Me (只有我自己)

## "Wo Yuanyi"
La première piste "Wo Yuanyi" a été reprise en anglais par Lene Marlin en 2005, en japonais par JAYWALK en 2002, et en coréen par Seomoon Tak en 2004. Elle a été présentée dans les films suivants : Loving Him (2002), Just Another Pandora's Box (2010), Don't Go Breaking My Heart (2011), et I Do (2012), entre autres.